# Cannibal Fog
Cannibal Fog är en svensk komedi- och skräckfilm från 2014, skriven, regisserad och producerad av Jonas Wolcher. Filmen visades första gången i Tyskland 2014 och hade svensk biopremiär den 11 april 2015 på Bio Roy i Göteborg.

## Handling
Filmen handlar om sex- och alkoholmissbrukaren Michael som får smak för människokött.

## Rollista
- Malte Aronsson – Albin Gulbrandt
- Linus Karlgren – Michael
- Kim Sønderholm – Daniel Pedersen
- Ida Karolin Johansson – Lotta
- Lars Lundgren – Frank "The Guru" Ydborn
- Vargman Bjärsborn – Biskopen
- Johanna Valero – Gisela
- Anders Dahlberg – Kaj-Roy
- Anoshirvan Parvazi	 – Yosef
- Kjell Häll Eriksson – Anders
- Tor-Björn Amilon – offer på kafé
- Juznur Siuleymanova – Miss Bloo The Assassin
- Caroline Stråle Svensson – Pernilla Cex
- Gustav Magnarsson – Pierre le Wine
- Christer Blomgren – sig själv
- Marie Yeeni Abrahamsson – Monica
- Cassandra Rehm-Blomquist – Ylva
- Marie Louise Sjögren – Dr. Eleonora Ström (röst)
- Donald Stenklyft – Raul B King
- Duana Svensen-Quispe – Yolanda
- Aleksandra Kawecka Mårtensson – osynligt offer
- Cissi Liljemalm – springande mor
- Loke Liljemalm – springande bror
- Lita Nevalainen – springande syster
- Janne Aarnseth – offer
- Helen Larsson – offer i badrummet
- Carola Kastell – offer i parken
- Pia Schmidtbauer – Michaels mor (röst)

## Om filmen
Filmen är en lågbudgetproduktion (1 000 euro). Den producerade av Wolcher för bolaget Dino Publishing JW. Manus skrevs av Wolcher och Brian Bell.